# Klas Olofsson (företagsledare)
Klas Tuve Olofsson, född 20 januari 1943 i Stehags församling, Malmöhus län, död 9 november 2024 i Stockholm, var en svensk direktör. 
Efter filosofie kandidatexamen i Lund 1968 var Olofsson statgranskare vid Stockholms stads finansavdelning 1969–1970, biträdande sekreterare i 1968 års beredning om stat och kyrka 1970–1972, fullmäktig i Nordiska ministerrådets kultursekretariat i Köpenhamn 1972–1973, byråchef där 1974–1975, direktör för kultursekretariatet 1975–1981, verkställande direktör för Svenska Filminstitutet 1982–1989 samt verkställande direktör för Sandrew Film & Teater AB, sedermera Sandrew Metronome, 1989–2003. Han var expert i filmpolitiska beredningen 1982 och massmediekommittén 1983–1984 och vice ordförande i Europarådets filmproduktionsfond (Eurimage) 1989–1990. 
Olofsson var styrelseordförande i Barnfonden 1990–2010.